# Orencio Labrador Maza
Orencio Labrador Maza (El Puente del Arzobispo, 26 de maig de 1902 – Veneçuela, 1958) va ser un polític, sindicalista i militar espanyol, membre del Partit Socialista Obrer Espanyol (PSOE) i de la Unió General de Treballadors (UGT).

## Biografia
Jornaler agrícola de professió. Orfe de mare, va passar la seva infància en la inclusa provincial de Toledo. Va ser president de la Casa del Pueblo del Puente del Arzobispo, i fou elegit alcalde del municipi després de la proclamació de la Segona República Espanyola a l'abril de 1931. Actiu sindicalista socialista, va estendre i va organitzar la Federació Nacional de Treballadors de la Terra per la província de Toledo, organització en la qual va arribar a ser membre del seu Comitè Nacional i secretari provincial.
Durant la Revolució d'octubre de 1934 va ser membre del Comitè Revolucionari provincial. Així mateix, va ser membre de la Comissió Executiva de la Federació Provincial del PSOE de Toledo. A les eleccions generals de 1936 va ser candidat del Front Popular, però no fou elegit. Sí que va ser elegit compromissari en les eleccions a compromissaris per a l'elecció del President de la República, a l'abril de 1936, participant en la votació que va investir Manuel Azaña. En el si del moviment obrer socialista espanyol, formava part de l'ala esquerra, representada per Francisco Largo Caballero.
Després del cop d'estat de juliol de 1936 i el començament de la Guerra civil, va organitzar l'anomenat «Regiment de Camperols de Toledo», aconseguint el càrrec de major de milícies, amb el qual va combatre en la zona occidental de la província de Toledo i a Extremadura. Al desembre de 1936, el regiment va ser militaritzat i es va integrar en la 62a Brigada Mixta de l'Exèrcit Popular de la República, unitat de la qual va ostentar el comandament. Participaria en un infructuós atac sobre Oropesa a l'abril de 1937, dins de l'inactiu front del riu Tajo. El 1938, en haver continuat donant suport a Largo Caballero (president del Govern fins a maig de 1937), va sofrir processos judicials i relleus del comandament durant els governs de Juan Negrín, sota acusacions sobre les actuacions repressives de les unitats al seu comandament en els primers mesos de la contesa. Al març de 1939 va participar al costat de Wenceslao Carrillo Alonso en el cop d'estat del coronel Casado. En finalitzar el conflicte, va aconseguir exiliar-se a Londres, i posteriorment a Veneçuela, on va morir el 1958.